# Urophyllum salicifolium
Urophyllum salicifolium är en måreväxtart som beskrevs av Otto Stapf. Urophyllum salicifolium ingår i släktet Urophyllum och familjen måreväxter. Inga underarter finns listade i Catalogue of Life.